# Región de Guidimaka
Guidimaka (en árabe: ولاية كيدي ماغة) es una región situada al sur de Mauritania y cuya capital es Sélibaby. La zona limita con Assaba al noreste, Malí al sureste, Senegal al suroeste y Gorgol al oeste. Tiene una superficie de 10.300 km², que en términos de extensión es similar a la del Líbano.
Alguno de sus pueblos son Coumba N'dao o Sélibaby.

## Departamentos
Guidimaka se divide en 2 departamentos:
- Ould Yenge
- Sélibaby